# Église Saint-Roch de Chanteloup-les-Vignes
Pour les articles homonymes, voir Église Saint-Roch.
L'église Saint-Roch est une église catholique paroissiale, située à Chanteloup-les-Vignes, dans les Yvelines, en France.

## Historique
C'est de mars 1514 à octobre 1518 que les fidèles de la ville peuvent construire une chapelle, qui sera achevée en plusieurs étapes ; le chœur est édifié sur un terrain offert en 1535 entre 1550 et 1555 ; les chapelles latérales sont reconstruites au XVIIe siècle. La population marquée par des épidémies de peste, l'église est mise sous la protection de saint Roch, protecteur des maladies contagieuses, y compris pour les animaux. De nombreux pèlerinages régionaux sont effectués.

## Description
Le plan de l'édifice est longitudinal. L'accès se fait par un clocher-porche. La nef à vaisseau unique se termine par un chevet semi-circulaire.

## Mobilier
Le retable majeur date de la fin du XVIIe siècle.

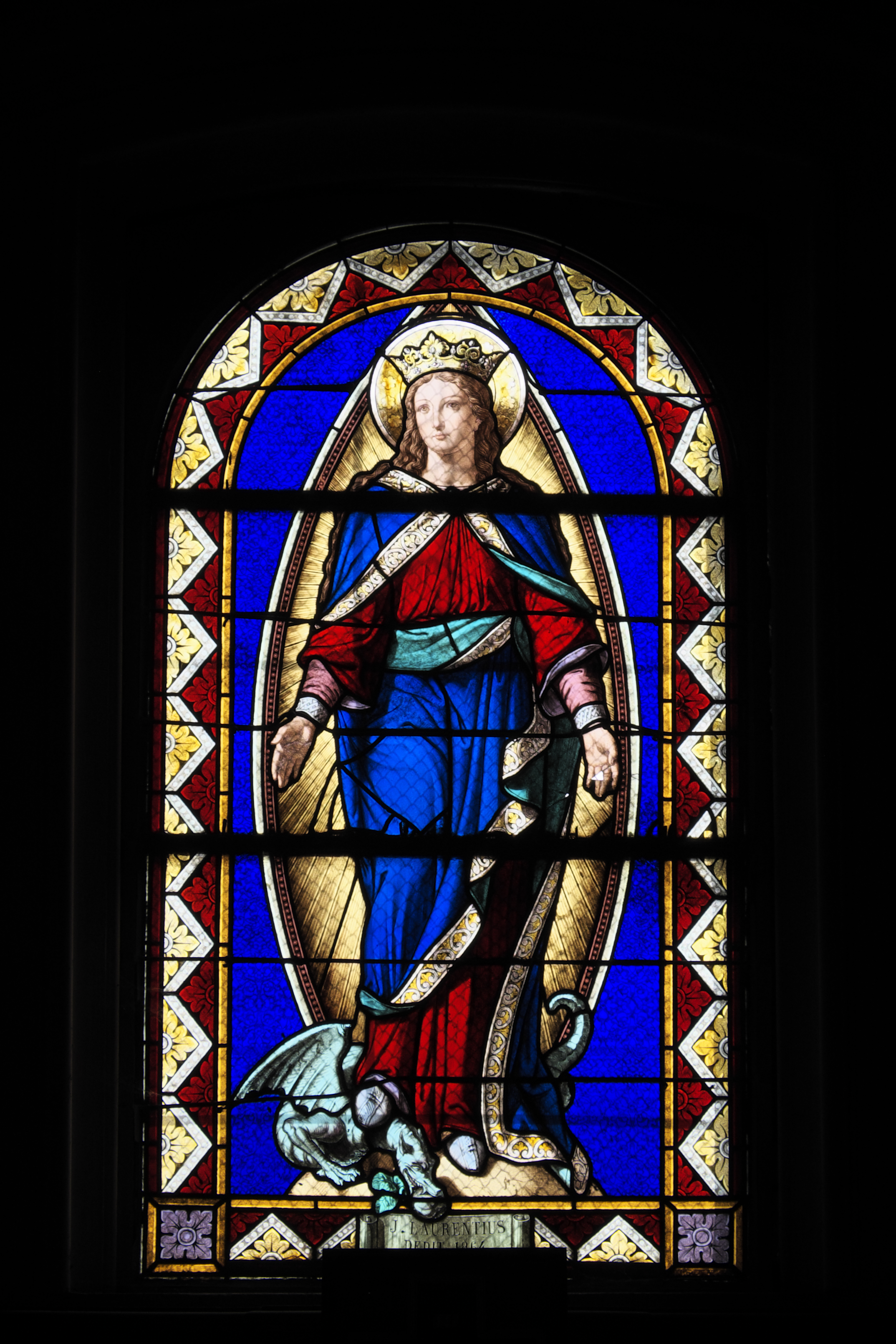
Vitrail représentant la Sainte-Vierge.

### Article lié
- Diocèse de Versailles